# یاسینیتسا (استان اشوی‌داشکسیه)
یاسینیتسا (به لهستانی: Jasienica) یک منطقهٔ مسکونی در لهستان است که در گمینا وونگوو واقع شده‌است.